# Mai Minokoshi
Mai Minokoshi (japanisch 美濃越 舞 Minokoshi Mai; * 16. April 1992 in Funabashi, Präfektur Chiba) ist eine japanische Tennisspielerin.

## Karriere
Minokoshi spielt vor allem auf Turnieren der ITF Women’s World Tennis Tour, bei denen sie bislang einen Titel im Einzel und vier im Doppel gewonnen hat.

## Turniersiege

### Einzel
| Nr. | Datum         | Turnier | Kategorie   | Belag     | Finalgegnerin | Ergebnis      |
| --- | ------------- | ------- | ----------- | --------- | ------------- | ------------- |
| 1.  | 9. April 2017 | Kashiwa | ITF $25.000 | Hartplatz | Jang Su-jeong | 3:6, 6:2, 6:4 |

### Doppel
| Nr. | Datum             | Turnier        | Kategorie   | Belag     | Partnerin     | Finalgegnerinnen                          | Ergebnis            |
| --- | ----------------- | -------------- | ----------- | --------- | ------------- | ----------------------------------------- | ------------------- |
| 1.  | 12. Oktober 2012  | Margaret River | ITF $25.000 | Hartplatz | Miyabi Inoue  | Nicha Lertpitaksinchai Peangtarn Plipuech | 6:78, 7:63, [14:12] |
| 2.  | 28. Juli 2014     | Istanbul       | ITF $10.000 | Hartplatz | Akiko Ōmae    | Gao Xinyu You Xiaodi                      | 3:6, 6:2, [10:4]    |
| 3.  | 31. Dezember 2016 | Hongkong       | ITF $10.000 | Hartplatz | Park Sang-hee | Xun Fangying Zhang Ying                   | 4:6, 6:4, [10:7]    |
| 4.  | 18. Mai 2018      | Wuhan          | ITF $25.000 | Hartplatz | Erika Sema    | Guo Hanyu Zhang Ying                      | 6:4, 6:1            |